# N-Éthylcarbazole
L’N-éthylcarbazole est un composé aromatique hétérocyclique de la famille des carbazoles. Il s'agit d'un solide brun-gris pratiquement insoluble dans l'eau qui fond vers 68 à 70 °C. On peut l'obtenir en faisant réagir du carbzolate de potassium avec du sulfate de diéthyle (C2H5)2SO4 ou du sulfure de diéthyle (C2H5)2S.
La forme perhydro de cette molécule et de quelques autres composés apparentés tels que l’N-méthylcarbazole et le phénylènecarbazole fait l'objet de recherches comme transporteurs d'hydrogène organiques liquides (LOHC) pour leur possible application au stockage et au transport d'hydrogène sous forme liquide à pression ambiante dans des systèmes embarqués de propulsion à l'aide de piles à combustible ou de moteurs à combustion interne. À cette fin, l’N-éthylcarbazole est hydrogéné sous pression d'hydrogène pour donner sa forme perhydro en présence de catalyseurs adéquats tels que le ruthénium ou le platine :

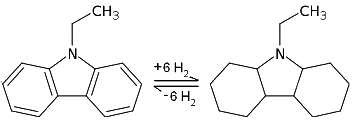
Hydrogénation de l'N-éthylcarbazole.

Cette réaction est réversible par chauffage du liquide perhydro au-dessus de 100 °C, ce qui libère l'hydrogène H2,. L'ensemble du cycle présente une efficacité énergétique compétitive.